# Косколь (Костанайский район)
Косколь (каз. Косколь) — упразднённое село в Костанайском районе Костанайской области Казахстана. Ликвидировано в 2009 году. Входило в состав Московского сельского округа.
В 10 км к северо-востоку расположено озеро Тойтомар.
1919 год. «7го сентября 1919 года был мобилизован в Уральскую казачью армию. Сначала мобилизации короткое время находился при Управлении начальника Этапно-транспортной линии, после чего был назначен этапно-транспортным комендантом ст. Кос-куль.» ‒ из автобиографии Виктора Андреевича Красавина.

## Архив Актюбинской области. Фонд № 376, опись № 1, арх. дело № 6
[1] Этапный комендант, Комендант этапный — назначался в Вооруженных силах Российской империи для заведования в военное время каждым этапом, учреждённых на тех дорогах, по которым происходило передвижение войсковых частей, команд и транспортов.
[2] См. февраль 1918 г. «С фронта был демобилизован в феврале месяце 1918 года…».

## Население
В 1999 году население села составляло 147 человек (82 мужчины и 65 женщин).